# Something Wicked This Way Comes (Cheyne-album)
A Something Wicked This Way Comes az ausztrál Cheyne Coates énekesnő első szólóalbuma. Két kislemezt jelentettek meg belőle: I’ve Got Your Number, Taste You című dalokkal. Ausztráliában jelentek meg.

## Az album dalai
|     | Cím                  | Szerző(k)                    | Hossz |
| --- | -------------------- | ---------------------------- | ----- |
| 1.  | Femininity           | Cheyne Coates                | 3:01  |
| 2.  | Taste You            | Cheyne Coates, Brian Canham  | 4:02  |
| 3.  | I’ve Got Your Number | Cheyne Coates                | 3:08  |
| 4.  | Love to Hate You     | Cheyne Coates, Brian Canham  | 4:16  |
| 5.  | Glory Girl           | Cheyne Coates, Brian Canham  | 2:58  |
| 6.  | Doesn’t Mean a Thing | Cheyne Coates; Brian Canham  | 4:01  |
| 7.  | Bitch                | Cheyne Coates; Ewan McArthur | 3:22  |
| 8.  | As Seen on TV        | Cheyne Coates; Ewan McArthur | 3:22  |
| 9.  | Label Whore          | Cheyne Coates                | 5:55  |
| 10. | Pony                 | Cheyne Coates, Ben Grayson   | 4:39  |
| 12. | I Don't Do Nice      | Cheyne Coates, Ewan McArthur | 3:02  |

## Külső hivatkozások
- Információk a Madison Avenueról és Cheyne Coatesról[2]
- Az I've Got Your Number videóklipje[3]